# یک پیچ و تاب ساده از سرنوشت
یک پیچ و تاب ساده از سرنوشت (به انگلیسی: A Simple Twist of Fate) یا پیچش ساده سرنوشت فیلمی محصول سال ۱۹۹۴ و به کارگردانی گیلیز مک‌کینون است. در این فیلم بازیگرانی همچون استیو مارتین، گابریل بیرن، کاترین اوهارا، استیون بالدوین، کارولین مک‌کورمیک، لورا لینی، آلانا آستین و میکائل ده بار ایفای نقش کرده‌اند.